# Le Général Tchoutchoubatchou
Le Général Tchoutchoubatchou (Abdoul Aziz Kere à l’état civil), né le 31 mars 1994 à Abidjan, est un comédien et humoriste burkinabè. 

## Biographie

### Enfance et études
De son vrai nom Abdou Kere,,, il naît le 31 mars 1994 à Abidjan en Côte d'Ivoire, où il grandit. Il fait ses études primaires et secondaire jusqu’à l’obtention du baccalauréat en 2015 au lycée moderne Djedji Amondjo Pierre d’Adjamé. Il rentre ensuite dans son pays d’origine, le Burkina Faso, afin de continuer ses études en géographie à l’université Joseph Ki-Zerbo. En 2e année, il décide de se lancer dans l’humour. 

### Carrière
Après sa formation en comédie, Tchoutchoubatchou joue dans le long métrage Albert je voulais être prête et la série Medg Alors du réalisateur Abdoul Bagué en 2018. L’année suivante, il joue dans le long métrage Le Film du réalisateur Dramane Gnessi. Il est invité à se produire sur des scènes telles que le Festival Bonané, la Nuit de la Parenté à Plaisanterie ou encore le Festival Garba. Il se lance dans la web comédie en 2017 et publie régulièrement sur Facebook, YouTube, Instagram et TikTok. Il compte plus de 6 millions d’abonnés sur les réseaux sociaux. Il est très actif sur sa chaîne YouTube. 

## Distinctions
- 2022 : Prix du meilleur influenceur au Eucher Tv Awards à Lomé[4]
- 2022 : Prix de l’humoriste le plus influent aux Burkimbi influence Awards
- 2023 : prix du meilleur web comédien africain aux African talent Awards à Abidjan